# Schulhaus (Schöffelding)

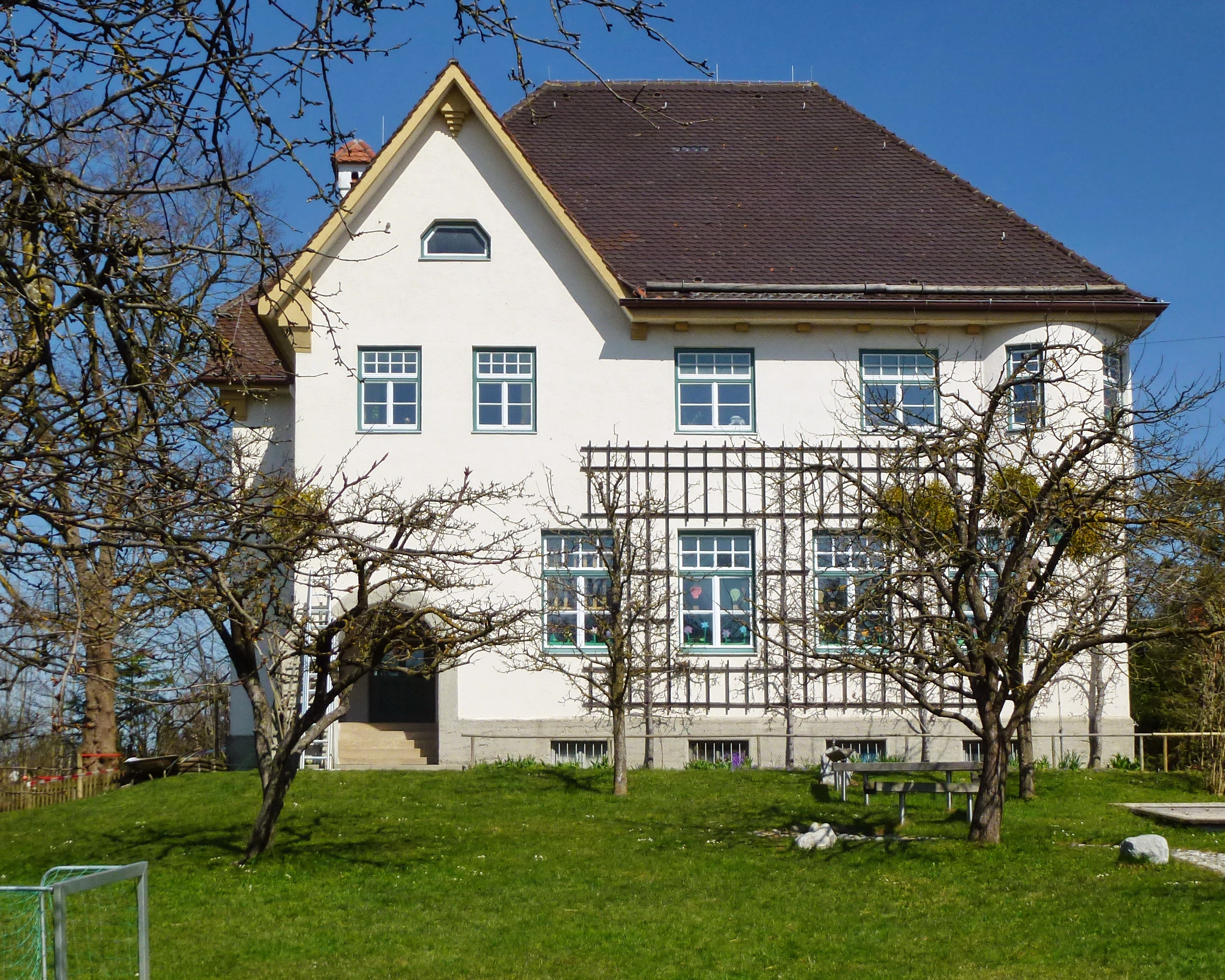
Ehemaliges Schulhaus in Schöffelding

Das Schulhaus in Schöffelding, einem Ortsteil der Gemeinde Windach im oberbayerischen Landkreis Landsberg am Lech, wurde 1908/09 errichtet. Das ehemalige Schulgebäude an der Peter-Endres-Straße 1, westlich des Dorfes oberhalb der Hauptstraße, ist ein geschütztes Baudenkmal.
Der zweigeschossige Walmdachbau mit Eckerker und Zwerchgiebel wurde bis 1969 als Schulgebäude genutzt. Die Pläne entwarf der Bezirksingenieur Kirchner. Der Bau im Heimatstil besitzt an der Westseite einen Seitenrisaliten mit Schopfwalmdach. Der über eine Treppe erreichbare Eingang an der Südfassade liegt hinter einer kleinen Vorhalle mit rundbogigem Portal. Die mehrteiligen Fenster haben Oberlichter mit Sprossen, die Fenster im Obergeschoss besaßen ursprünglich Holzläden.